# 中津川村 (鹿児島県)
中津川村（なかつがわむら）は、1949年から1954年にかけて鹿児島県薩摩郡の北部にあった村。
薩摩郡大村の飛地部分であった大字南方・大字北方が1949年2月1日に分立し、いわゆる昭和の大合併により1954年12月1日求名村・永野村と合併、薩摩町の一部となった。現在の薩摩郡さつま町中津川にほぼそのまま相当する。

## 自治体としての歴史

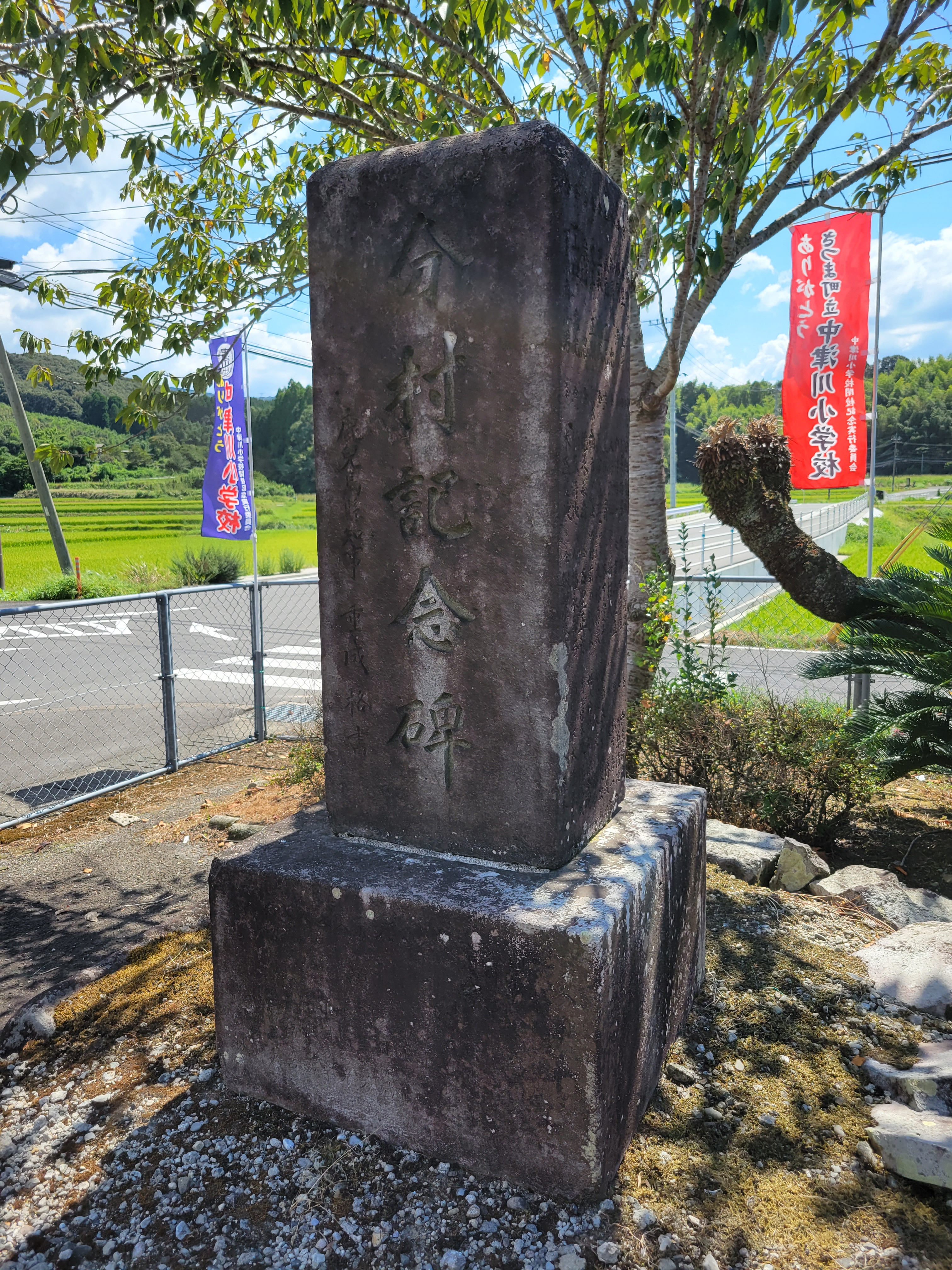
分村記念碑（中津川交流館敷地に建立）

薩摩郡大村のうち中津川地区は、間に黒木村を挟み、飛地を形成していた。大村役場からは近くとも8 km、遠くは16 km離れており、不便であるとして1920年代より分村の議論があり、1948年4月10日になって村議会で分村が議決され、同年12月27日の県議会議決を経て、1949年2月1日に中津川村として発足した。当時の人口は2,745人、戸数は469戸、主産業は農林業であった。
昭和の大合併では適正規模とされる人口12,000人をはるかに下回っていたため、鹿児島県は同様に適正規模を下回っていた求名村（約4,200人）・永野村（約4,300人）との合併案を提示、これに従い1954年12月1日に3村が新設合併し薩摩町が発足し、中津川村としての5年の歴史に幕を下ろした。町役場は新町のほぼ中央にあたる宮之城線広橋駅（旧求名村、1987年廃止）付近におかれた。なお、薩摩町は2005年に宮之城町・鶴田町と合併し、さつま町の一部となった。

## 行政
中津川村発足当初の役場庁舎は中津川村農業協同組合（農協）事務所の半分を借用していた。1952年7月12日、組合立明和中学校中津川教場（#教育を参照）があった場所（農協事務所の南隣）に新庁舎が落成した。この建物は1954年12月の薩摩町発足に伴い「薩摩町役場中津川支所」となったものの、広橋駅付近に建設していた薩摩町役場庁舎が完成した1959年の3月末をもって廃止された。町役場支所の廃止後は中津川校区公民館として1974年まで活用され、その後は中津川診療所が置かれていたが、1998年時点では廃止されていた。
役場機構は大村役場に勤務していた中津川出身者により構成された。村長は森永明（1904年1月8日 - 1965年7月5日）が2期務めた。

## 教育
- 中津川村立中津川小学校

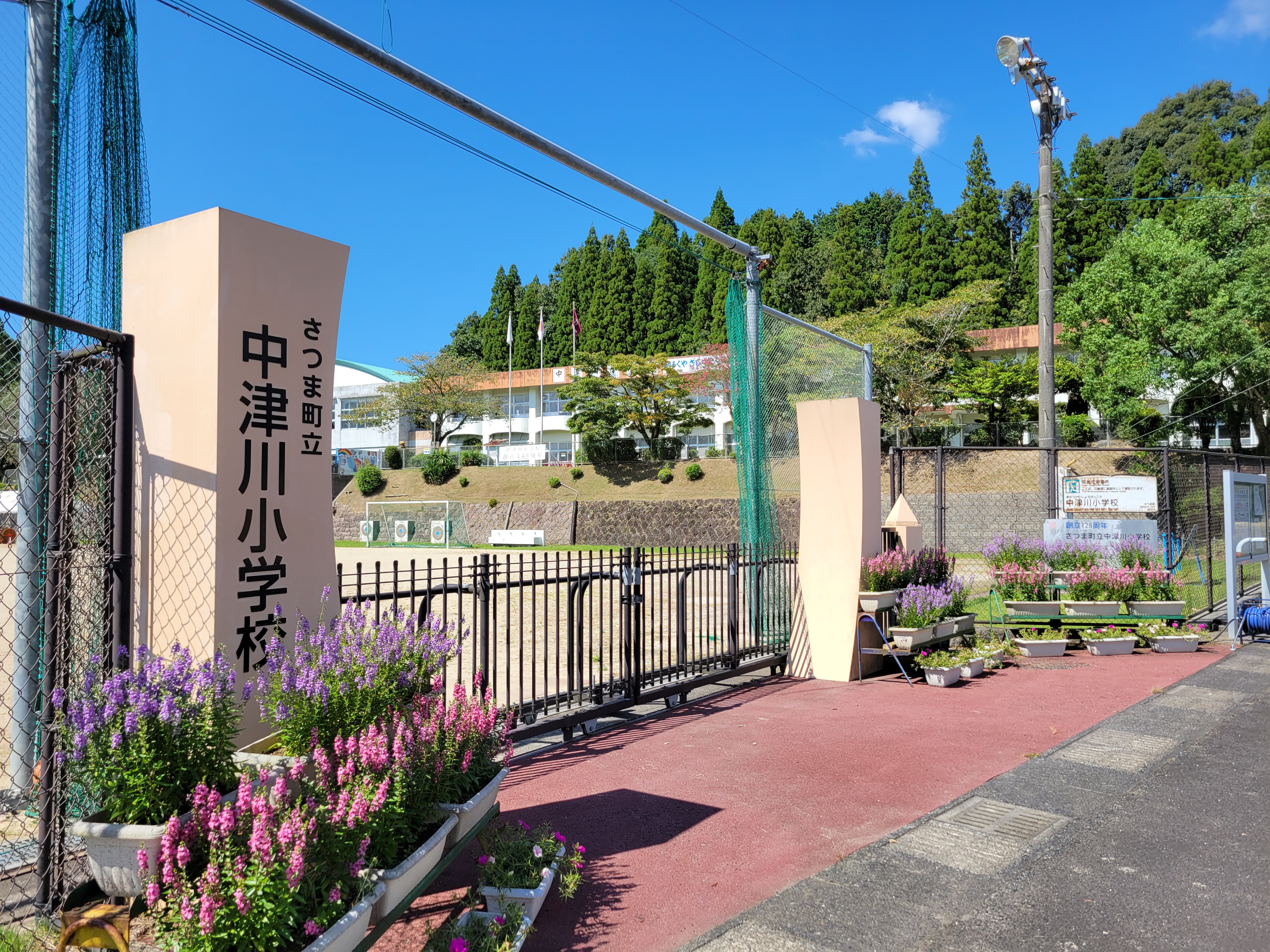
中津川小学校（2023年）

大村時代は北南小学校と称していたが、中津川村発足と同時に中津川小学校へ改称。2005年以降はさつま町立中津川小学校となった。薩摩地区（旧薩摩町）の学校再編により2024年度に閉校したものの、再編後のさつま町立薩摩小学校として2025年1月（2024年度の3学期）より旧中津川小学校が引き続き活用されている。
中津川地区における学校教育は1880年に始まる。当初は南方と北方の2校がありいずれも庄屋跡地を校舎と活用していたが、1882年に両校を統合し「中津川小学」が設置される。1886年に中津川小学は南方小学校と北方小学校に分離、南方小学校は再び庄屋跡地を校舎としたが、北方小学校は現在地に校舎を新築した。1892年に南方小学校が北方小学校へ統合され「北南尋常小学校」と改称された。その後、学校名は北南国民学校、北南小学校を経て、1949年の中津川村発足時に中津川村立中津川小学校と改称された。
- 黒木村中津川村組合立明和中学校

中津川村単独では生徒数が少なく教員確保が困難であったため、同様の事情を抱えていた黒木村と共同で中学校を運営していた（一部事務組合を参照）。学校管理については2か年ごとに交代で受け持ち、経費については生徒数に応じて負担していた。
1947年5月2日に「大村黒木村組合立明和中学校」として開校。「明和」の校名は、開校当時の時任時義校長（黒木村出身）が「明朗にして和やかな学校に」と念じて命名したものである。当初は北南小学校区（中津川地区）と黒木小学校区（黒木村）で分散授業を実施、黒木教場は黒木小学校（2024年度閉校）校舎を間借りしていたが、北南小学校区では農協事務所の南隣（中津川小学校から道路を挟んで東側、1952年以降の中津川村役場の地）に仮の藁葺校舎を建設した。その後、中津川村と黒木村の村境（黒木村字八女と中津川村南方字段）にまたがる形で新校舎を建設、1951年度の2学期より運用を開始した。
校名は学校組合の構成自治体の変化に伴って下記の変遷を辿っている。
| 学校名                             | 変更日        |
| ---------------------------------- | ------------- |
| 大村黒木村組合立明和中学校         | -             |
| 黒木村中津川村組合立明和中学校     | 1949年2月1日  |
| 薩摩町黒木村学校組合立明和中学校   | 1954年12月1日 |
| 祁答院町薩摩町学校組合立明和中学校 | 1955年4月1日  |

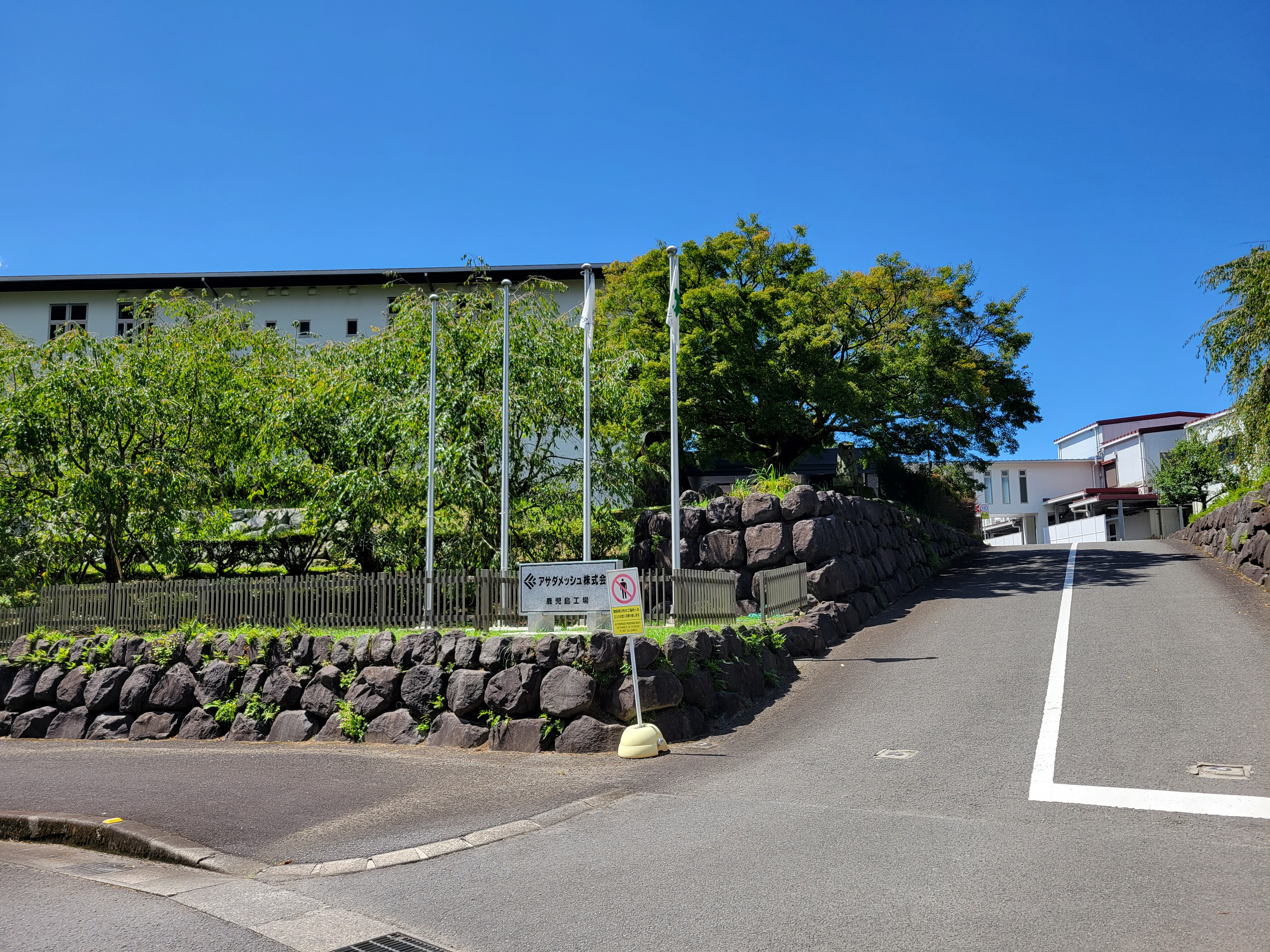
組合立明和中学校跡に立地するアサダメッシュ鹿児島工場（2023年）

学校組合は薩摩町・祁答院町双方の学校再編の絡みで1968年3月末をもって解散し、薩摩町側は「薩摩町立薩摩中学校中津川教場」、祁答院町側は「祁答院町立黒木中学校」（1968年度）および祁答院町立祁答院中学校黒木教場（1969年度）となったが、この時点では明和中学校校舎を引き続き活用していた。完全廃校となるのは、薩摩中学校と祁答院中学校両校の新校舎が完成する1970年のことである。なお、さつま町発足後の2019年にさつま町内全中学校がさつま町立宮之城中学校へ統合されている。
中学校跡地は1970年10月より丸竹産業（後に丸武産業へ社名変更）の釣竿工場となったが、同社は祁答院町黒木206番地1に新工場を建設・移転。その後、1974年10月より浅田金網（後にアサダメッシュへ社名変更）の工場として活用されている。

## 農業協同組合

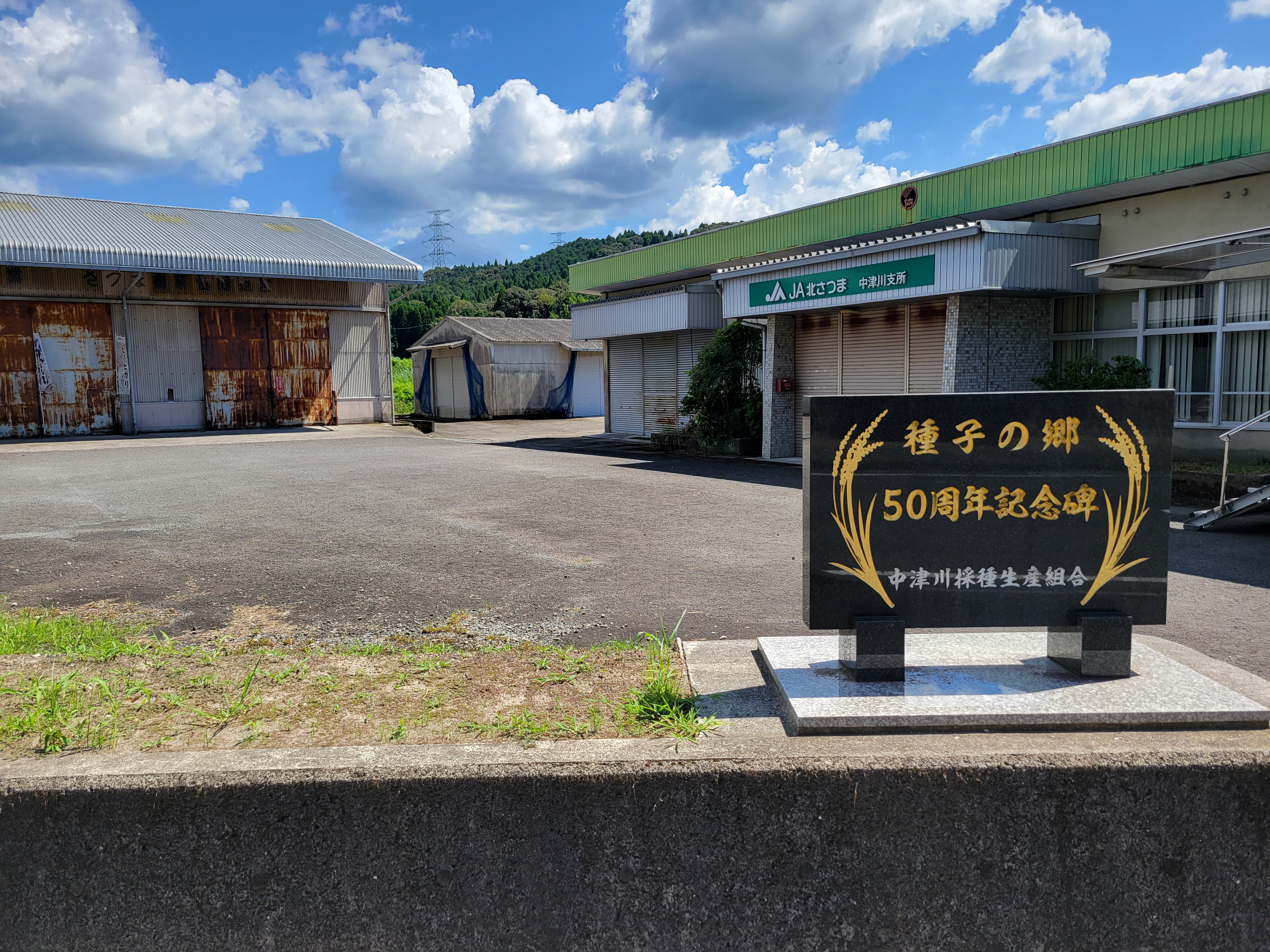
かつての中津川農協（2023年撮影、中津川村時代と建物は異なる）

農業協同組合については1948年2月28日に中津川地区単独で「大村北南農業協同組合」として発足。事務所はこの時に建設された。1949年2月1日の中津川村発足時に「中津川村農業協同組合」に改称（薩摩町発足後は「中津川農業協同組合」と改称）。その後、1972年2月28日に祁答院地区の6農協（宮之城・鶴田・求名・永野・中津川・祁答院）が合併し「さつま農業協同組合」となり、2010年には2農協と合併し、北さつま農業協同組合（JA北さつま）となった。JA北さつま発足後も引き続き「中津川支所」が置かれていたものの、2016年3月14日をもって廃止、薩摩支所へ統合された。

## 集落
『薩摩町郷土誌』が刊行された1998年時点では以下の6集落があった（読みは『薩摩町郷土誌』による）。
- 別野（べつの）
- 弓之尾（ゆんのお）
- 武（たけ）
- 白猿（しとざい）
- 尾原（おばい）
- 北方町（きたかたまち）